# Clement L. Brumbaugh

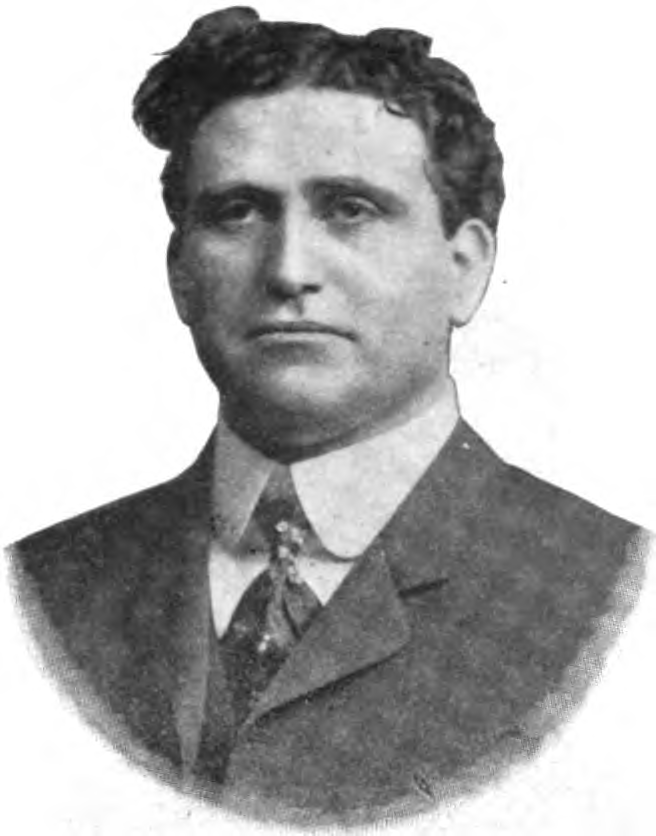
Clement L. Brumbaugh

Clement Laird Brumbaugh (* 28. Februar 1863 bei Pikeville, Darke County, Ohio; † 28. September 1921 in Columbus, Ohio) war ein US-amerikanischer Politiker. Zwischen 1913 und 1921 vertrat er den Bundesstaat Ohio im US-Repräsentantenhaus.

## Werdegang
Clement Brumbaugh besuchte die öffentlichen Schulen seiner Heimat und danach die Greenville High School. Danach war er selbst als Lehrer tätig. Außerdem arbeitete er zeitweise auf einer Farm. Im Jahr 1887 absolvierte er die National Normal University in Lebanon. Er gründete die Van Buren Academy, die er zwischen 1887 und 1891 leitete. Von 1891 bis 1893 studierte er an der Ohio Wesleyan University in der Stadt Delaware. Schließlich absolvierte er im Jahr 1894 die Harvard University. In den Jahren 1894 bis 1896 war er Lehrer in Washington, D.C. und von 1896 bis 1900 fungierte er als Schulrat in Greenville. Nach einem Jurastudium und seiner im Jahr 1900 erfolgten Zulassung als Rechtsanwalt begann er in Columbus in diesem Beruf zu arbeiten. Gleichzeitig schlug er als Mitglied der Demokratischen Partei eine politische Laufbahn ein. Von 1900 bis 1904 saß er als Abgeordneter im Repräsentantenhaus von Ohio, wo er die demokratische Fraktion leitete.
Bei den Kongresswahlen des Jahres 1912 wurde Brumbaugh im zwölften Wahlbezirk von Ohio in das US-Repräsentantenhaus in Washington gewählt, wo er am 4. März 1913 die Nachfolge des Republikaners Edward L. Taylor antrat. Nach drei Wiederwahlen konnte er bis zum 3. März 1921 vier Legislaturperioden im Kongress absolvieren. In seine Zeit im Kongress fiel der Erste Weltkrieg. Außerdem wurden in den Jahren 1919 und 1920 der 18. und der 19. Verfassungszusatz ratifiziert. Dabei ging es um das Verbot des Handels mit alkoholischen Getränken bzw. um die bundesweite Einführung des Frauenwahlrechts. Bereits im Jahr 1913 waren der 16. und der 17. Verfassungszusatz ratifiziert worden. Dabei ging es um die bundesweite Einkommensteuer und die Direktwahl der US-Senatoren.
Von 1917 bis 1919 leitete Clement Brumbaugh das Committee on Railways and Canals. Im Jahr 1920 verzichtete er auf eine weitere Kandidatur. Nach dem Ende seiner Zeit im US-Repräsentantenhaus zog er sich in den Ruhestand zurück. Er starb am 28. September 1921 in Columbus und wurde in Greenville beigesetzt.